# Wassana Winatho
Wassana Winatho (née le 30 juin 1980 à Prachinburi) est une athlète thaïlandaise, spécialiste des épreuves combinées et du 400 mètres haies.

## Biographie
Sa meilleure performance est de 5 889 points, réalisée à Nakhon Ratchasima en 2007 et elle a remporté la médaille d'or à Kobé en 2011.
Sur 400 m haies, elle a obtenu la médaille de bronze lors des 15es Championnats d'Asie d'athlétisme en 2003 à Manille en 56 s 40. Elle a participé aux Jeux olympiques de Pékin sur heptathlon mais sans terminer les épreuves.
Elle remporte à nouveau le titre de championne d'Asie à Pune le 7 juillet 2013.

### Palmarès
| Date | Compétition                  | Lieu      | Résultat | Épreuve     | Performance   |
| ---- | ---------------------------- | --------- | -------- | ----------- | ------------- |
| 2002 | Jeux asiatiques              | Busan     | 5e       | 400 m haies | 58 s 83       |
| 2002 | Jeux asiatiques              | Busan     | 5e       | 4 × 400 m   | 58 s 83       |
| 2003 | Championnats d'Asie          | Manille   | 3e       | 400 m haies | 56 s 40       |
| 2003 | Jeux afro-asiatiques         | Hyderabad | 3e       | 400 m haies | 57 s 09       |
| 2006 | Championnats d'Asie en salle | Pattaya   | 3e       | Pentathlon  | 4 168 pts     |
| 2006 | Jeux asiatiques              | Doha      | 4e       | 400 m haies | 57 s 19       |
| 2007 | Jeux asiatiques en salle     | Macao     | 2e       | 4 × 400 m   | 3 min 38 s 25 |
| 2008 | Championnats d'Asie en salle | Doha      | 2e       | Pentathlon  | 4 184 pts     |
| 2009 | Jeux asiatiques en salle     | Hanoï     | 1re      | Pentathlon  | 4 062 pts     |
| 2011 | Championnats d'Asie          | Kobe      | 1re      | Heptathlon  | 5 710 pts     |
| 2013 | Championnats d'Asie          | Pune      | 1re      | Heptathlon  | 5 818 pts     |

### Records
| Épreuve          | Performance | Lieu              | Date              |
| ---------------- | ----------- | ----------------- | ----------------- |
| 400 mètres haies | 56 s 40     | Manille           | 23 septembre 2003 |
| Heptathlon       | 5 889 pts   | Nakhon Ratchasema | 11 décembre 2007  |
| Pentathlon       | 4 184 pts   | Doha              | 14 février 2008   |